# Mario Gómez
Mario Gómez García (pronuncia tedesca: [ˈmaːʁjɔ ˈɡɔmɛs]; spagnola: [ˈɡomeθ]; Riedlingen, 10 luglio 1985) è un dirigente sportivo ed ex calciatore tedesco di origine spagnola, di ruolo attaccante, direttore tecnico del RB Lipsia, dei N.Y. Red Bulls e del RB Bragantino. Con la nazionale tedesca è stato vicecampione d'Europa nel 2008.
Con la maglia del Bayern Monaco, squadra nella quale ha militato dal 2009 al 2013, ha conquistato sette trofei (due campionati tedeschi, due Coppe di Germania, due Supercoppe di Germania e una UEFA Champions League) e si è consacrato come uno dei più forti e prolifici attaccanti in circolazione.
Dopo aver vestito la maglia della Germania in molte nazionali giovanili, è dal 2007 nel giro della nazionale maggiore, con la quale ha preso parte a due Mondiali (2010 e 2018) e tre Europei (2008, 2012, edizione questa in cui si è laureato capocannoniere, e 2016).

## Biografia
Gómez, di padre spagnolo di Albuñán (Andalusia) e madre tedesca, è cresciuto a Unlingen, in Svevia superiore.
È soprannominato SuperMario e per le sue ascendenze iberiche, El torero.

## Caratteristiche tecniche
Era un attaccante fisicamente prestante, capace di calciare con entrambi i piedi, abile nel gioco aereo e dotato di ottima tecnica nel dribbling. Poteva ricoprire la posizione di punta in vari moduli (3-5-2, 4-2-3-1 e 4-3-3), per sfruttare i cross e i passaggi dei compagni di squadra. Era inoltre abile nel battere i rigori.

## Carriera

### Club

#### Inizi e Stoccarda

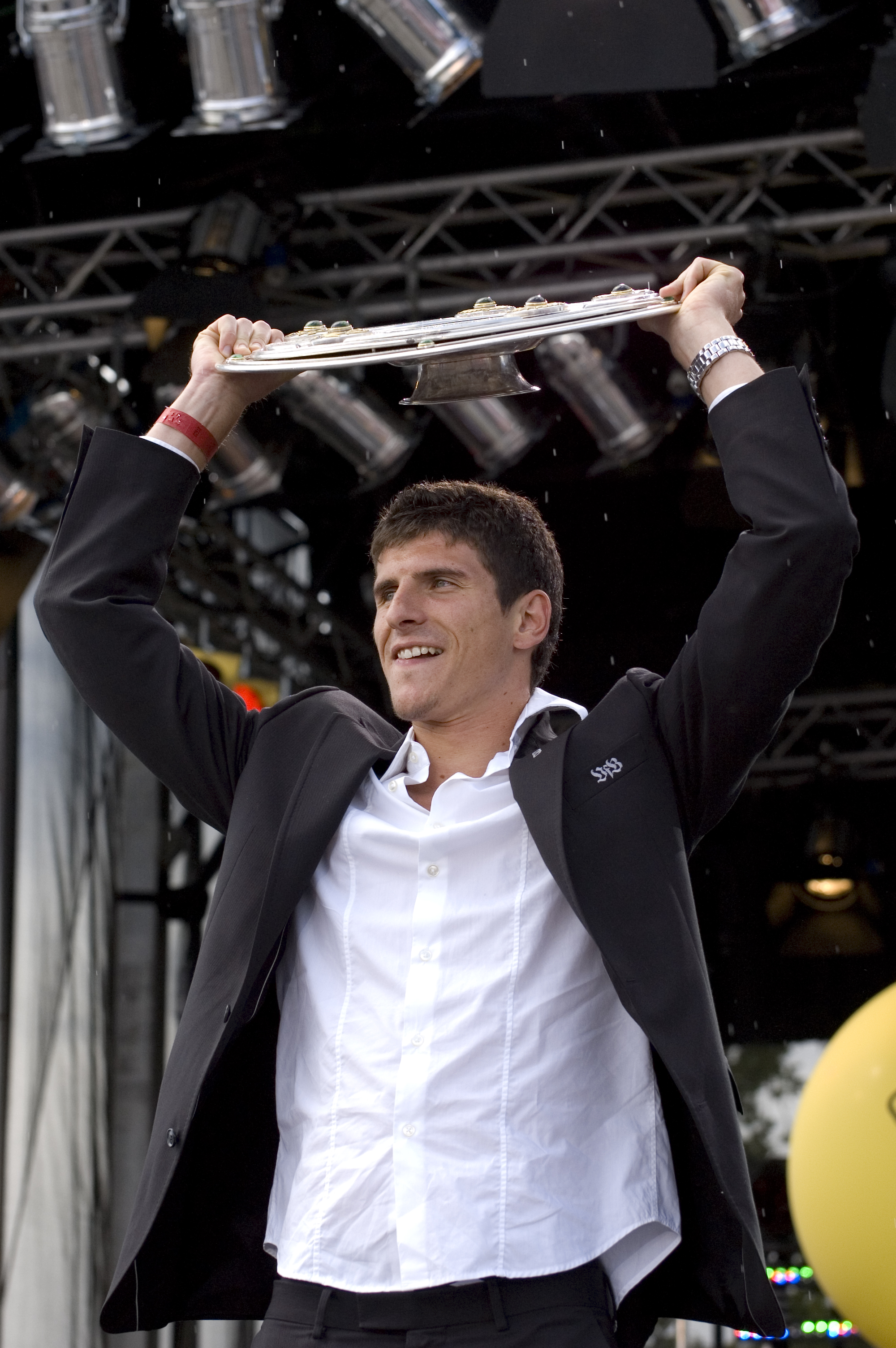
Gómez mentre festeggia lo scudetto del 2007 con lo Stoccarda alzando la prestigiosa Meisterschale

Comincia la sua carriera nelle giovanili di SV Unlingen, FV Saulgau e Ulma, dove milita fino al 2001, anno in cui passa allo Stoccarda. Passa due anni nelle giovanili e nel 2003 viene inserito nella squadra amatoriale della Regionalliga e, nella stessa stagione, scende in campo per la prima volta con la squadra professionistica in Champions League nella gara del 9 marzo contro il Chelsea e in Bundesliga l'8 maggio.
Nella stagione successiva gioca ancora stabilmente nella Regionalliga, realizzando 15 reti in 24 partite, e gioca 8 gare con la squadra professionista in Bundesliga. Dal 2005-2006 viene inserito stabilmente nella prima squadra giocando 30 partite e segnando 6 reti in campionato, aggiungendo 2 gol in 5 gare in Coppa UEFA e 3 reti in Coppa di Germania.
Nel marzo del 2007 si rompe una mano e soffre la lacerazione di un legamento del ginocchio che lo tiene fermo fino a maggio. Al rientro, avvenuto il 12 maggio, realizza immediatamente una rete spingendo lo Stoccarda a ridosso della vetta del campionato, poi vinto a fine stagione con due punti di vantaggio sullo Schalke 04. Al termine della stagione viene nominato calciatore tedesco dell'anno.
Nel 2007-2008 realizza 19 reti in 25 presenze, risultando secondo nella classifica marcatori dietro a Luca Toni, mentre diventa capocannoniere della Coppa di Germania con i suoi sei gol. Il 26 maggio 2009 annuncia la sua volontà di trasferirsi al Bayern Monaco durante l'estate, lasciando dunque lo Stoccarda dopo 121 presenze.

#### Bayern Monaco

##### 2009-2011

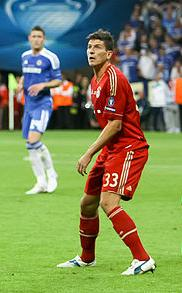
Gómez nella finale di Champions League 2011-2012 contro il Chelsea

Viene ceduto al Bayern Monaco per 30 milioni di euro. Il suo acquisto è avvenuto prima della chiamata del nuovo tecnico, Louis van Gaal, che, ben poco entusiasta, dichiara presto che questa ingente spesa non era necessaria per il suo progetto. Esordisce per la prima volta con il Bayern il 2 agosto 2009 in Coppa di Germania contro il SpVgg Neckarelz, gara nel quale realizza una doppietta. L'esordio in campionato avviene qualche giorno dopo, l'8 agosto, nella gara pareggiata 1-1 contro l'Hoffenheim. Il 15 agosto, nella giornata successiva, realizza il suo primo gol in campionato nella gara pareggiata 1-1 contro il Werder Brema. L'8 dicembre sigla un gol alla Juventus in Champions League, gara vinta dal Bayern per 4-1. Al termine della stagione, Gómez festeggia la vittoria del suo secondo campionato personale e della sua prima Coppa di Germania. La sua prima stagione al Bayern si conclude con 14 realizzazioni: 3 in coppa, uno in Champions e 10 in campionato.
Non è stato convocato per la Supercoppa di Germania vinta contro lo Schalke 04. I numerosi infortuni occorsi a gran parte del reparto offensivo della squadra nella stagione 2010-2011, tra tutti quelli di Arjen Robben, Franck Ribéry, Miroslav Klose e Ivica Olić, danno a Gómez l'opportunità di giocare e segnare con continuità. Il 16 ottobre 2010 gioca titolare contro l'Hannover 96 e sfodera una prestazione eccellente realizzando una tripletta, suoi primi gol stagionali per lui. In campionato segna con continuità fino alla fine della stagione (28 gol in totale), conquista il titolo di capocannoniere e contribuisce in maniera decisiva al terzo posto in campionato. Con le sue 5 triplette è andato vicino a eguagliare il primato di sei che appartiene a Gerd Müller del 1971-1972. In Coppa di Germania, Gómez segna 3 gol: il primo ad agosto 2010 nella vittoria per 4-0 sul Germania Windeck, il secondo a dicembre nella vittoria per 6-3 contro lo Stoccarda, e il terzo a gennaio nella vittoria per 4-0 contro l'Alemannia Aquisgrana In Champions League segna il gol decisivo contro i romeni del CFR Cluj nell'incontro della fase a gironi disputato il 19 ottobre che si conclude 3-2. Sempre contro il Cluj realizza una tripletta nella gara disputata il 3 novembre 2010. Il 23 novembre segna una doppietta nella sconfitta per 3-2 contro la Roma. Il 23 febbraio 2011 trova il gol della vittoria allo scadere nella partita d'andata degli ottavi di finale di Champions League contro l'Inter e porta il Bayern alla vittoria. Segna anche nella partita di ritorno contro l'Inter, gara che vede il Bayern sconfitto per 3-2 ed eliminato dalla competizione. In totale conclude la competizione con 8 gol in 8 gare.

##### 2011-2013

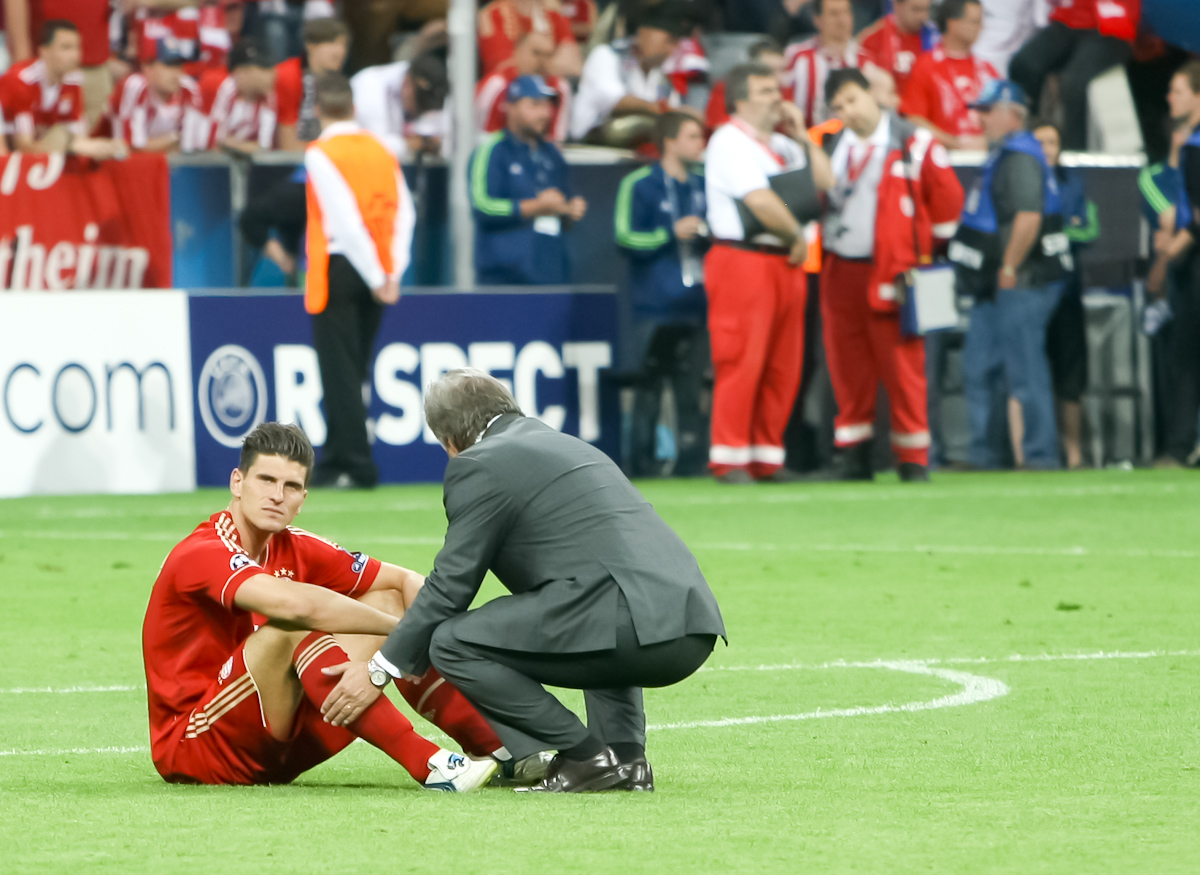
Gómez dopo la sconfitta ai rigori nella finale di Champions League 2011-2012 contro il Chelsea

Il 27 agosto 2011 realizza una tripletta contro il Kaiserslautern (0-3). Il 23 agosto realizza l'unico gol contro lo Zurigo che consente al Bayern di qualificarsi per la UEFA Champions League 2011-2012, mentre il 10 settembre sigla la sua prima quaterna nella gara contro il Friburgo. Si riconferma decisivo in Champions League anche in questa stagione, andando a segno contro il Manchester City, partita in cui realizza una doppietta; in questa manifestazione si ripete il 2 novembre 2011, stavolta firmando una tripletta nella partita contro il Napoli, partita vinta 3-2 dai tedeschi all'Allianz Arena. Il 13 marzo 2012 segna il suo primo poker in Champions League, nel 7-0 con cui la sua squadra batte il Basilea. Il 17 aprile segna nella semifinale di andata contro il Real Madrid, mentre nella finale contro il Chelsea non riesce a trovare il gol e il Bayern viene sconfitto ai rigori per 4-3. Conclude la sua terza stagione al Bayern con 41 realizzazioni: 26 in campionato, una nelle qualificazioni di Champions League, 12 in quest'ultima competizione e 2 in Coppa.
Gómez salta la Supercoppa di Germania vinta contro il Borussia Dortmund poiché operato in estate alla caviglia. Mentre era in convalescenza per il recupero, il Bayern acquista Mario Mandžukić dal Wolfsburg per coprire la sua momentanea assenza, anche se il nuovo acquisto, grazie alle sue buone prestazioni, relega Gómez, per tutta la stagione, in panchina. Il 6 aprile 2013 vince il suo secondo campionato con la maglia dei bavaresi, quindi il suo terzo in totale, con sei giornate di anticipo dalla fine del campionato. Il 16 aprile 2013 il Bayern conquista l'accesso alla finale della Coppa di Germania battendo per 6-1 il Wolfsburg con una tripletta di Gómez in sei minuti, tra l'80' e l'86'. Il 25 maggio 2013 vince la sua prima Champions League, grazie alla vittoria per 2-1 dei bavaresi nella finale contro il Borussia Dortmund. Il 1º giugno 2013 mette a segno una doppietta nella finale di Coppa di Germania contro lo Stoccarda, partita vinta 3-2, che permette ai bavaresi di vincere il titolo e di essere la prima squadra tedesca a ottenere il traguardo del triplete. Risulta inoltre, con 6 gol, capocannoniere di quest'ultima competizione.
Con il Bayern, in Bundesliga, Gómez ha totalizzato 115 presenze e realizzato ben 75 goal in totale.

#### Fiorentina

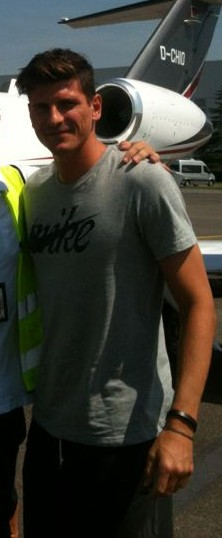
Mario Gómez appena sbarcato all'aeroporto di Peretola nell'estate 2013

Il 12 luglio 2013 si trasferisce alla società italiana della Fiorentina, per una cifra complessiva di € 21 milioni (15,5 subito e i restanti dilazionati).
Salutato da 25.000 tifosi nel giorno della sua presentazione, esordisce in maglia viola il 22 agosto, nella gara di Europa League Grasshoppers-Fiorentina 1-2. Esordisce nel campionato italiano il 26 agosto seguente, nella partita della prima giornata vinta per 2-1 sul Catania. Segna la sua prima rete con la maglia viola il 1º settembre, in occasione della seconda giornata di campionato, mettendo a segno una doppietta nella vittoria esterna per 5-2 contro il Genoa. Nella partita successiva contro il Cagliari, giocata il 15 settembre e terminata con un pareggio, si infortuna al ginocchio destro. L'esito delle visite mediche evidenzia una lesione parziale al legamento del ginocchio interessato, stabilendo un tempo di recupero di circa sette-otto settimane. Il subentrare di un'infiammazione al tendine della zampa d'oca causa però l'allungamento del tempo di recupero, che arriva a tenerlo fuori quasi cinque mesi. Torna in campo esattamente cinque mesi dopo, il 15 febbraio 2014, subentrando nel corso della gara interna contro l'Inter, persa 2-1. Segna il primo gol in Europa League il 13 marzo 2014, contro la Juventus. Il 23 marzo 2014, nella partita contro il Napoli, s'infortuna al ginocchio sinistro e riporta una lesione di I grado del legamento collaterale mediale. Conclude la prima stagione in maglia viola con 15 presenze e 4 gol.
Il 21 settembre 2014, durante la partita contro l'Atalanta, è costretto ancora una volta a fermarsi per un infortunio, questa volta alla coscia. Torna in campo a due mesi esatti dallo stop, giocando gli ultimi 21' della sconfitta esterna contro la Sampdoria (3-1). Spesso criticato dai giornalisti per il suo scarso rendimento, Mario viene spesso difeso dal suo allenatore Montella, che lo fa capitano nella trasferta contro il Cagliari del 30 novembre, dove Gómez segna il gol del definitivo 0-4, tornando al gol dopo sette mesi. Il 21 gennaio segna una doppietta nella gara di Coppa Italia contro l'Atalanta: il secondo gol risulterà il numero 5 000 nella storia della Fiorentina. Il 3 febbraio 2015, nell'incontro di Coppa Italia valevole per i quarti di finale della competizione, firma una doppietta contro la Roma, risultando decisivo per la vittoria che porta i viola in semifinale con la Juventus. Il 5 marzo, nel corso della gara d'andata della semifinale di Coppa Italia Juventus-Fiorentina, viene sostituito durante il secondo tempo per un infortunio alla caviglia sinistra. Ritorna in campo il 22 marzo seguente, nella partita di campionato in trasferta contro l'Udinese, realizzando una doppietta (2-2). Finisce la stagione con 10 gol in partite ufficiali tra coppe e campionato, risultando essere il capocannoniere della Coppa Italia 2014-2015 con 4 reti.

#### Il prestito al Beşiktaş
Il 30 luglio si trasferisce in prestito ai turchi del Beşiktaş. Il suo esordio in Süper Lig avviene nella prima giornata di campionato, il 16 agosto, quando subentra al 74' nella vittoriosa trasferta contro il Mersin (2-5). Il 13 settembre seguente, segna due gol all'İstanbul Başakşehir (2-0). Il 27 settembre successivo, si gioca il derby di Istanbul tra Besiktas e Fenerbahçe, rispettivamente 2ª e 1ª in campionato. Gómez firma una doppietta che vale il successo (3-2) e l'aggancio in vetta da parte del suo club. A fine stagione, contribuisce in modo decisivo alla conquista del titolo turco da parte del Besiktas, realizzando 26 gol in 33 partite di campionato e laureandosi miglior marcatore del torneo.
Il 20 luglio 2016 annuncia che non tornerà in Turchia a causa dell'instabilità politica facendo così ritorno alla Fiorentina.

#### Wolfsburg e il ritorno allo Stoccarda
Il 17 agosto 2016 passa a titolo definitivo al Wolfsburg.
Il 22 dicembre 2017, dopo un anno e mezzo trascorso con i Lupi, viene acquistato dallo Stoccarda, facendo così ritorno alla squadra biancorossa dopo 8 anni. Sigla un contratto fino a giugno 2020. Il 15 dicembre 2018 sigla una doppietta decisiva contro l'Hertha Berlino, che lo porta a quota 100 marcature con lo Stoccarda. Conclude la seconda metà della stagione 2018-19 con lo Stoccarda totalizzando 8 reti in 16 presenze. Al termine della stagione 2018-19 retrocede con la sua squadra in Zweite Bundesliga, dopo aver siglato 7 gol in 33 presenze. Con la rete segnata nell'andata dello spareggio promozione-salvezza contro l'Union Berlino, terminato 2-2, diventa il primo giocatore nella storia a segnare con due squadre diverse negli spareggi per la retrocessione in Bundesliga. Sceglie di restare a Stoccarda nonostante la retrocessione, e sigla la prima marcatura nel match di apertura del campionato contro l'Hannover.
Il 28 giugno 2020 Gomez annuncia il suo ritiro dal calcio giocato.

### Nazionale

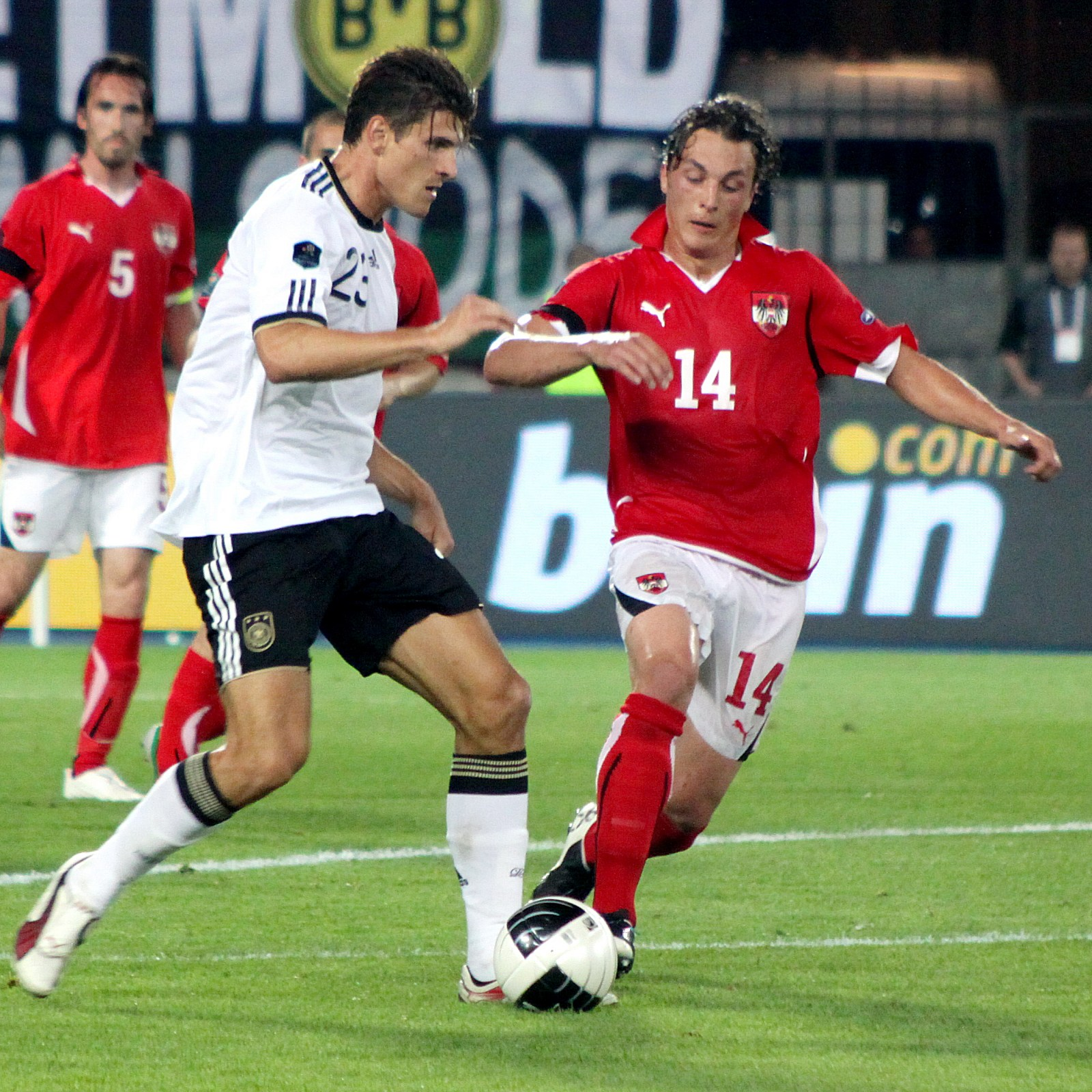
Gómez contrasta Julian Baumgartlinger durante la sfida -Germania valida per le qualificazioni a Euro 2012

Ha fatto parte di tutte le nazionali giovanili di calcio della Germania. Ha esordito in nazionale maggiore il 7 febbraio 2007, nella gara contro la Svizzera. Nella partita ha segnato anche il suo primo gol in nazionale. Ha segnato la sua prima doppietta con la maglia della nazionale maggiore nella gara vinta 6-0 contro San Marino, valida per le qualificazioni a Euro 2008. Viene, così, convocato all'Europeo 2008, ma la sua prestazione non convince e la Germania viene sconfitta in finale dalla Spagna il 29 giugno.
Viene convocato per il Mondiale 2010. Ha giocato quasi tutte le partite, venendo sempre sostituito, e anche stavolta non riesce a realizzare nessun gol. Dopo il terzo posto al mondiale precedente, Gómez viene convocato per l'Europeo 2012, risultando capocannoniere della competizione insieme ad altri cinque giocatori con i suoi tre gol segnati nella fase a gironi: uno al Portogallo e una doppietta ai Paesi Bassi.
Gli infortuni lo tengono lontano dal giro della nazionale, nonché dal Mondiale 2014, dove, dopo un paio di apparizioni nel 2013, torna ad essere convocato solo nell'estate 2014 scatenando una serie di polemiche per eventuali ulteriori impieghi. Il 6 novembre 2015 riconquista la Nazionale grazie ai gol realizzati in Turchia con il Besiktas.
Viene convocato per gli Europei 2016 in Francia, nei quali torna a segnare in nazionale dopo quattro anni, realizzando il gol del definitivo 1-0 contro l'Irlanda del Nord, nella sfida giocatasi il 21 giugno e valevole per la fase a gironi.
Convocato anche per i Mondiali 2018 in Russia, gioca le tre gare del girone entrando sempre a partita in corso, in un torneo che sancisce a sorpresa l'eliminazione dei tedeschi, campioni in carica, al primo turno.
Il 5 agosto seguente annuncia il suo addio alla nazionale.

## Statistiche

### Presenze e reti nei club
Tra club, nazionale maggiore e nazionali giovanili, ha giocato globalmente 719 partite segnando 355 reti, alla media di 0,50 gol a partita.
Statistiche aggiornate al 28 giugno 2020.
| Stagione             | Squadra              | Campionato           | Campionato | Campionato | Coppe nazionali | Coppe nazionali | Coppe nazionali | Coppe continentali | Coppe continentali | Coppe continentali | Altre coppe | Altre coppe | Altre coppe | Totale | Totale |
| Stagione             | Squadra              | Comp                 | Pres       | Reti       | Comp            | Pres            | Reti            | Comp               | Pres               | Reti               | Comp        | Pres        | Reti        | Pres   | Reti   |
| -------------------- | -------------------- | -------------------- | ---------- | ---------- | --------------- | --------------- | --------------- | ------------------ | ------------------ | ------------------ | ----------- | ----------- | ----------- | ------ | ------ |
| 2003-2004            | Stoccarda II         | RL                   | 19         | 6          | -               | -               | -               | -                  | -                  | -                  | -           | -           | -           | 19     | 6      |
| 2004-2005            | Stoccarda II         | RL                   | 24         | 15         | -               | -               | -               | -                  | -                  | -                  | -           | -           | -           | 24     | 15     |
| Totale Stoccarda II  | Totale Stoccarda II  | Totale Stoccarda II  | 43         | 21         |                 | -               | -               |                    | -                  | -                  |             |             |             | 43     | 21     |
| 2003-2004            | Stoccarda            | BL                   | 1          | 0          | CG              | -               | -               | UCL                | 1                  | 0                  | -           | -           | -           | 2      | 0      |
| 2004-2005            | Stoccarda            | BL                   | 8          | 0          | CG              | 1               | 0               | CU                 | 1                  | 0                  | -           | -           | -           | 10     | 0      |
| 2005-2006            | Stoccarda            | BL                   | 30         | 6          | CG+CdL          | 0+3             | 0               | CU                 | 5                  | 2                  | -           | -           | -           | 38     | 8      |
| 2006-2007            | Stoccarda            | BL                   | 25         | 14         | CG              | 5               | 2               | -                  | -                  | -                  | -           | -           | -           | 30     | 16     |
| 2007-2008            | Stoccarda            | BL                   | 25         | 19         | CG              | 3               | 6               | UCL                | 4                  | 3                  | -           | -           | -           | 32     | 28     |
| 2008-2009            | Stoccarda            | BL                   | 32         | 24         | CG              | 2               | 3               | CU                 | 10                 | 8                  | -           | -           | -           | 44     | 35     |
| 2009-2010            | Bayern Monaco        | BL                   | 29         | 10         | CG              | 4               | 3               | UCL                | 12                 | 1                  | -           | -           | -           | 45     | 14     |
| 2010-2011            | Bayern Monaco        | BL                   | 32         | 28         | CG              | 5               | 3               | UCL                | 8                  | 8                  | SG          | 0           | 0           | 45     | 39     |
| 2011-2012            | Bayern Monaco        | BL                   | 33         | 26         | CG              | 5               | 2               | UCL                | 14                 | 13                 | -           | -           | -           | 52     | 41     |
| 2012-2013            | Bayern Monaco        | BL                   | 21         | 11         | CG              | 4               | 6               | UCL                | 7                  | 2                  | SG          | 0           | 0           | 32     | 19     |
| Totale Bayern Monaco | Totale Bayern Monaco | Totale Bayern Monaco | 115        | 75         |                 | 18              | 14              |                    | 41                 | 24                 |             | -           | -           | 174    | 113    |
| 2013-2014            | Fiorentina           | A                    | 9          | 3          | CI              | 0               | 0               | UEL                | 6                  | 1                  | -           | -           | -           | 15     | 4      |
| 2014-2015            | Fiorentina           | A                    | 20         | 4          | CI              | 4               | 4               | UEL                | 8                  | 2                  | -           | -           | -           | 32     | 10     |
| Totale Fiorentina    | Totale Fiorentina    | Totale Fiorentina    | 29         | 7          |                 | 4               | 4               |                    | 14                 | 3                  |             | -           | -           | 47     | 14     |
| 2015-2016            | Beşiktaş             | SL                   | 33         | 26         | TK              | 3               | 0               | UEL                | 5                  | 2                  | -           | -           | -           | 41     | 28     |
| 2016-2017            | Wolfsburg            | BL                   | 33+2       | 16+1       | CG              | 2               | 1               | -                  | -                  | -                  | -           | -           | -           | 37     | 18     |
| 2017-gen. 2018       | Wolfsburg            | BL                   | 12         | 1          | CG              | 3               | 0               | -                  | -                  | -                  | -           | -           | -           | 15     | 1      |
| Totale Wolfsburg     | Totale Wolfsburg     | Totale Wolfsburg     | 47         | 18         |                 | 5               | 1               |                    | -                  | -                  |             | -           | -           | 52     | 19     |
| gen.-giu. 2018       | Stoccarda            | BL                   | 16         | 8          | CG              | -               | -               | -                  | -                  | -                  | -           | -           | -           | 16     | 8      |
| 2018-2019            | Stoccarda            | BL                   | 33         | 7          | CG              | 1               | 0               | -                  | -                  | -                  | -           | -           | -           | 34     | 7      |
| 2019-2020            | Stoccarda            | 2.BL                 | 23         | 7          | CG              | 1               | 0               | -                  | -                  | -                  | -           | -           | -           | 24     | 7      |
| Totale Stoccarda     | Totale Stoccarda     | Totale Stoccarda     | 193        | 85         |                 | 16              | 11              |                    | 21                 | 13                 |             | -           | -           | 230    | 109    |
| Totale carriera      | Totale carriera      | Totale carriera      | 460        | 232        |                 | 46              | 30              |                    | 81                 | 42                 |             | 0           | 0           | 587    | 304    |

### Cronologia presenze e reti in nazionale
| Cronologia completa delle presenze e delle reti in nazionale ― Germania | Cronologia completa delle presenze e delle reti in nazionale ― Germania | Cronologia completa delle presenze e delle reti in nazionale ― Germania | Cronologia completa delle presenze e delle reti in nazionale ― Germania | Cronologia completa delle presenze e delle reti in nazionale ― Germania | Cronologia completa delle presenze e delle reti in nazionale ― Germania | Cronologia completa delle presenze e delle reti in nazionale ― Germania | Cronologia completa delle presenze e delle reti in nazionale ― Germania |
| Data                                                                    | Città                                                                   | In casa                                                                 | Risultato                                                               | Ospiti                                                                  | Competizione                                                            | Reti                                                                    | Note                                                                    |
| ----------------------------------------------------------------------- | ----------------------------------------------------------------------- | ----------------------------------------------------------------------- | ----------------------------------------------------------------------- | ----------------------------------------------------------------------- | ----------------------------------------------------------------------- | ----------------------------------------------------------------------- | ----------------------------------------------------------------------- |
| 7-2-2007                                                                | Düsseldorf                                                              | Germania                                                                | 3 – 1                                                                   | Svizzera                                                                | Amichevole                                                              | 1                                                                       | 58’                                                                     |
| 2-6-2007                                                                | Norimberga                                                              | Germania                                                                | 6 – 0                                                                   | San Marino                                                              | Qual. Euro 2008                                                         | 2                                                                       | 59’                                                                     |
| 6-6-2007                                                                | Amburgo                                                                 | Germania                                                                | 2 – 1                                                                   | Slovacchia                                                              | Qual. Euro 2008                                                         | -                                                                       | 65’                                                                     |
| 13-10-2007                                                              | Dublino                                                                 | Irlanda                                                                 | 0 – 0                                                                   | Germania                                                                | Qual. Euro 2008                                                         | -                                                                       | 64’                                                                     |
| 17-10-2007                                                              | Monaco di Baviera                                                       | Germania                                                                | 0 – 3                                                                   | Rep. Ceca                                                               | Qual. Euro 2008                                                         | -                                                                       | 65’                                                                     |
| 17-11-2007                                                              | Hannover                                                                | Germania                                                                | 4 – 0                                                                   | Cipro                                                                   | Qual. Euro 2008                                                         | -                                                                       | 73’                                                                     |
| 21-11-2007                                                              | Francoforte sul Meno                                                    | Germania                                                                | 0 – 0                                                                   | Galles                                                                  | Qual. Euro 2008                                                         | -                                                                       | 70’                                                                     |
| 6-2-2008                                                                | Vienna                                                                  | Austria                                                                 | 0 – 3                                                                   | Germania                                                                | Amichevole                                                              | 1                                                                       | 59’                                                                     |
| 26-3-2008                                                               | Basilea                                                                 | Svizzera                                                                | 0 – 4                                                                   | Germania                                                                | Amichevole                                                              | 2                                                                       | 75’                                                                     |
| 31-5-2008                                                               | Gelsenkirchen                                                           | Germania                                                                | 2 – 1                                                                   | Serbia                                                                  | Amichevole                                                              | -                                                                       |                                                                         |
| 8-6-2008                                                                | Klagenfurt am Wörthersee                                                | Germania                                                                | 2 – 0                                                                   | Polonia                                                                 | Euro 2008 - 1º turno                                                    | -                                                                       | 75’                                                                     |
| 12-6-2008                                                               | Klagenfurt am Wörthersee                                                | Croazia                                                                 | 2 – 1                                                                   | Germania                                                                | Euro 2008 - 1º turno                                                    | -                                                                       | 65’                                                                     |
| 16-6-2008                                                               | Vienna                                                                  | Austria                                                                 | 0 – 1                                                                   | Germania                                                                | Euro 2008 - 1º turno                                                    | -                                                                       | 60’                                                                     |
| 29-6-2008                                                               | Vienna                                                                  | Germania                                                                | 0 – 1                                                                   | Spagna                                                                  | Euro 2008 - Finale                                                      | -                                                                       | 79’                                                                     |
| 20-8-2008                                                               | Norimberga                                                              | Germania                                                                | 2 – 0                                                                   | Belgio                                                                  | Amichevole                                                              | -                                                                       | 46’                                                                     |
| 6-9-2008                                                                | Vaduz                                                                   | Liechtenstein                                                           | 0 – 6                                                                   | Germania                                                                | Qual. Mondiali 2010                                                     | -                                                                       | 64’                                                                     |
| 10-9-2008                                                               | Helsinki                                                                | Finlandia                                                               | 3 – 3                                                                   | Germania                                                                | Qual. Mondiali 2010                                                     | -                                                                       | 68’                                                                     |
| 11-10-2008                                                              | Dortmund                                                                | Germania                                                                | 2 – 1                                                                   | Russia                                                                  | Qual. Mondiali 2010                                                     | -                                                                       | 71’                                                                     |
| 15-10-2008                                                              | Mönchengladbach                                                         | Germania                                                                | 1 – 0                                                                   | Galles                                                                  | Qual. Mondiali 2010                                                     | -                                                                       | 82’                                                                     |
| 19-11-2008                                                              | Berlino                                                                 | Germania                                                                | 1 – 2                                                                   | Inghilterra                                                             | Amichevole                                                              | -                                                                       | 57’                                                                     |
| 11-2-2009                                                               | Düsseldorf                                                              | Germania                                                                | 0 – 1                                                                   | Norvegia                                                                | Amichevole                                                              | -                                                                       | 68’                                                                     |
| 28-3-2009                                                               | Lipsia                                                                  | Germania                                                                | 4 – 0                                                                   | Liechtenstein                                                           | Qual. Mondiali 2010                                                     | -                                                                       |                                                                         |
| 1-4-2009                                                                | Cardiff                                                                 | Galles                                                                  | 0 – 2                                                                   | Germania                                                                | Qual. Mondiali 2010                                                     | -                                                                       |                                                                         |
| 29-5-2009                                                               | Shanghai                                                                | Cina                                                                    | 1 – 1                                                                   | Germania                                                                | Amichevole                                                              | -                                                                       | 64’                                                                     |
| 2-6-2009                                                                | Dubai                                                                   | Emirati Arabi Uniti                                                     | 2 – 7                                                                   | Germania                                                                | Amichevole                                                              | 4                                                                       |                                                                         |
| 12-8-2009                                                               | Baku                                                                    | Azerbaigian                                                             | 0 – 2                                                                   | Germania                                                                | Qual. Mondiali 2010                                                     | -                                                                       | 83’                                                                     |
| 5-9-2009                                                                | Leverkusen                                                              | Germania                                                                | 2 – 0                                                                   | Sudafrica                                                               | Amichevole                                                              | 1                                                                       | 46’                                                                     |
| 9-9-2009                                                                | Hannover                                                                | Germania                                                                | 4 – 0                                                                   | Azerbaigian                                                             | Qual. Mondiali 2010                                                     | -                                                                       | 46’                                                                     |
| 10-10-2009                                                              | Mosca                                                                   | Russia                                                                  | 0 – 1                                                                   | Germania                                                                | Qual. Mondiali 2010                                                     | -                                                                       | 89’                                                                     |
| 14-10-2009                                                              | Amburgo                                                                 | Germania                                                                | 1 – 1                                                                   | Finlandia                                                               | Qual. Mondiali 2010                                                     | -                                                                       | 77’                                                                     |
| 18-11-2009                                                              | Gelsenkirchen                                                           | Germania                                                                | 2 – 2                                                                   | Costa d'Avorio                                                          | Amichevole                                                              | -                                                                       | 70’                                                                     |
| 3-3-2010                                                                | Monaco di Baviera                                                       | Germania                                                                | 0 – 1                                                                   | Argentina                                                               | Amichevole                                                              | -                                                                       | 46’                                                                     |
| 29-5-2010                                                               | Budapest                                                                | Ungheria                                                                | 0 – 3                                                                   | Germania                                                                | Amichevole                                                              | 1                                                                       | 61’                                                                     |
| 3-6-2010                                                                | Francoforte sul Meno                                                    | Germania                                                                | 3 – 1                                                                   | Bosnia ed Erzegovina                                                    | Amichevole                                                              | -                                                                       | 80’                                                                     |
| 13-6-2010                                                               | Durban                                                                  | Germania                                                                | 4 – 0                                                                   | Australia                                                               | Mondiali 2010 - 1º turno                                                | -                                                                       | 74’                                                                     |
| 18-6-2010                                                               | Port Elizabeth                                                          | Germania                                                                | 0 – 1                                                                   | Serbia                                                                  | Mondiali 2010 - 1º turno                                                | -                                                                       | 77’                                                                     |
| 27-6-2010                                                               | Bloemfontein                                                            | Germania                                                                | 4 – 1                                                                   | Inghilterra                                                             | Mondiali 2010 - Ottavi di finale                                        | -                                                                       | 72’                                                                     |
| 7-7-2010                                                                | Durban                                                                  | Germania                                                                | 0 – 1                                                                   | Spagna                                                                  | Mondiali 2010 - Semifinale                                              | -                                                                       | 81’                                                                     |
| 11-8-2010                                                               | Copenaghen                                                              | Danimarca                                                               | 2 – 2                                                                   | Germania                                                                | Amichevole                                                              | 1                                                                       |                                                                         |
| 12-10-2010                                                              | Astana                                                                  | Kazakistan                                                              | 0 – 3                                                                   | Germania                                                                | Qual. Euro 2012                                                         | 1                                                                       | 55’                                                                     |
| 29-3-2011                                                               | Mönchengladbach                                                         | Germania                                                                | 1 – 2                                                                   | Australia                                                               | Amichevole                                                              | 1                                                                       | 73’                                                                     |
| 29-5-2011                                                               | Sinsheim                                                                | Germania                                                                | 2 – 1                                                                   | Uruguay                                                                 | Amichevole                                                              | 1                                                                       |                                                                         |
| 3-6-2011                                                                | Vienna                                                                  | Austria                                                                 | 1 – 2                                                                   | Germania                                                                | Qual. Euro 2012                                                         | 2                                                                       | 90+1’                                                                   |
| 7-6-2011                                                                | Baku                                                                    | Azerbaigian                                                             | 1 – 3                                                                   | Germania                                                                | Qual. Euro 2012                                                         | 1                                                                       |                                                                         |
| 10-8-2011                                                               | Stoccarda                                                               | Germania                                                                | 3 – 2                                                                   | Brasile                                                                 | Amichevole                                                              | -                                                                       | 46’                                                                     |
| 7-10-2011                                                               | Istanbul                                                                | Turchia                                                                 | 1 – 3                                                                   | Germania                                                                | Qual. Euro 2012                                                         | 1                                                                       |                                                                         |
| 11-10-2011                                                              | Düsseldorf                                                              | Germania                                                                | 3 – 1                                                                   | Belgio                                                                  | Qual. Euro 2012                                                         | 1                                                                       | 76’                                                                     |
| 11-11-2011                                                              | Kiev                                                                    | Ucraina                                                                 | 3 – 3                                                                   | Germania                                                                | Amichevole                                                              | -                                                                       | 83’                                                                     |
| 29-2-2012                                                               | Brema                                                                   | Germania                                                                | 1 – 2                                                                   | Francia                                                                 | Amichevole                                                              | -                                                                       | 47’                                                                     |
| 31-5-2012                                                               | Lipsia                                                                  | Germania                                                                | 2 – 0                                                                   | Israele                                                                 | Amichevole                                                              | 1                                                                       | 67’                                                                     |
| 9-6-2012                                                                | Leopoli                                                                 | Germania                                                                | 1 – 0                                                                   | Portogallo                                                              | Euro 2012 - 1º turno                                                    | 1                                                                       | 80’                                                                     |
| 13-6-2012                                                               | Charkiv                                                                 | Paesi Bassi                                                             | 1 – 2                                                                   | Germania                                                                | Euro 2012 - 1º turno                                                    | 2                                                                       | 72’                                                                     |
| 17-6-2012                                                               | Leopoli                                                                 | Danimarca                                                               | 1 – 2                                                                   | Germania                                                                | Euro 2012 - 1º turno                                                    | -                                                                       | 74’                                                                     |
| 22-6-2012                                                               | Danzica                                                                 | Germania                                                                | 4 – 2                                                                   | Grecia                                                                  | Euro 2012 - Quarti di finale                                            | -                                                                       | 80’                                                                     |
| 28-6-2012                                                               | Varsavia                                                                | Germania                                                                | 1 – 2                                                                   | Italia                                                                  | Euro 2012 - Semifinale                                                  | -                                                                       | 46’                                                                     |
| 6-2-2013                                                                | Saint-Denis                                                             | Francia                                                                 | 1 – 2                                                                   | Germania                                                                | Amichevole                                                              | -                                                                       | 57’                                                                     |
| 14-8-2013                                                               | Kaiserslautern                                                          | Germania                                                                | 3 – 3                                                                   | Paraguay                                                                | Amichevole                                                              | -                                                                       | 54’                                                                     |
| 3-9-2014                                                                | Düsseldorf                                                              | Germania                                                                | 2 – 4                                                                   | Argentina                                                               | Amichevole                                                              | -                                                                       | 57’                                                                     |
| 13-11-2015                                                              | Parigi                                                                  | Francia                                                                 | 2 – 0                                                                   | Germania                                                                | Amichevole                                                              | -                                                                       |                                                                         |
| 26-3-2016                                                               | Berlino                                                                 | Germania                                                                | 2 – 3                                                                   | Inghilterra                                                             | Amichevole                                                              | 1                                                                       | 79’                                                                     |
| 29-5-2016                                                               | Augusta                                                                 | Germania                                                                | 1 – 3                                                                   | Slovacchia                                                              | Amichevole                                                              | 1                                                                       | 46’                                                                     |
| 4-6-2016                                                                | Gelsenkirchen                                                           | Germania                                                                | 2 – 0                                                                   | Ungheria                                                                | Amichevole                                                              | -                                                                       | 46’                                                                     |
| 16-6-2016                                                               | Saint-Denis                                                             | Germania                                                                | 0 – 0                                                                   | Polonia                                                                 | Euro 2016 - 1º turno                                                    | -                                                                       | 71’                                                                     |
| 21-6-2016                                                               | Parigi                                                                  | Irlanda del Nord                                                        | 0 – 1                                                                   | Germania                                                                | Euro 2016 - 1º turno                                                    | 1                                                                       |                                                                         |
| 26-6-2016                                                               | Lilla                                                                   | Germania                                                                | 3 – 0                                                                   | Slovacchia                                                              | Euro 2016 - Ottavi di finale                                            | 1                                                                       |                                                                         |
| 30-6-2016                                                               | Bordeaux                                                                | Germania                                                                | 1 – 1 dts (6 – 5 dtr)                                                   | Italia                                                                  | Euro 2016 - Quarti di finale                                            | -                                                                       | 72’                                                                     |
| 11-11-2016                                                              | Serravalle                                                              | San Marino                                                              | 0 – 8                                                                   | Germania                                                                | Qual. Mondiali 2018                                                     | -                                                                       | 71’                                                                     |
| 26-3-2017                                                               | Baku                                                                    | Azerbaigian                                                             | 1 – 4                                                                   | Germania                                                                | Qual. Mondiali 2018                                                     | 1                                                                       | 61’                                                                     |
| 4-9-2017                                                                | Stoccarda                                                               | Germania                                                                | 6 – 0                                                                   | Norvegia                                                                | Qual. Mondiali 2018                                                     | 1                                                                       | 66’                                                                     |
| 23-3-2018                                                               | Düsseldorf                                                              | Germania                                                                | 1 – 1                                                                   | Spagna                                                                  | Amichevole                                                              | -                                                                       | 84’                                                                     |
| 27-3-2018                                                               | Berlino                                                                 | Germania                                                                | 0 – 1                                                                   | Brasile                                                                 | Amichevole                                                              | -                                                                       | 62’                                                                     |
| 2-6-2018                                                                | Klagenfurt am Wörthersee                                                | Austria                                                                 | 2 – 1                                                                   | Germania                                                                | Amichevole                                                              | -                                                                       | 76’                                                                     |
| 8-6-2018                                                                | Leverkusen                                                              | Germania                                                                | 2 – 1                                                                   | Arabia Saudita                                                          | Amichevole                                                              | -                                                                       | 63’                                                                     |
| 17-6-2018                                                               | Mosca                                                                   | Germania                                                                | 0 – 1                                                                   | Messico                                                                 | Mondiali 2018 - 1º turno                                                | -                                                                       | 79’                                                                     |
| 23-6-2018                                                               | Soči                                                                    | Germania                                                                | 2 – 1                                                                   | Svezia                                                                  | Mondiali 2018 - 1º turno                                                | -                                                                       | 46’                                                                     |
| 27-6-2018                                                               | Kazan'                                                                  | Corea del Sud                                                           | 2 – 0                                                                   | Germania                                                                | Mondiali 2018 - 1º turno                                                | -                                                                       | 58’                                                                     |
| Totale                                                                  |                                                                         | Presenze                                                                | 78                                                                      |                                                                         | Reti                                                                    | 31                                                                      |                                                                         |

## Palmarès

### Club

#### Competizioni nazionali
- Campionato tedesco: 3

Stoccarda: 2006-2007
Bayern Monaco: 2009-2010, 2012-2013
- Coppa di Germania: 2

Bayern Monaco: 2009-2010, 2012-2013
- Supercoppa di Germania: 2

Bayern Monaco: 2010, 2012
- Campionato turco: 1

Besiktas: 2015-2016

#### Competizioni internazionali
- UEFA Champions League: 1

Bayern Monaco: 2012-2013

### Individuale
- Calciatore tedesco dell'anno: 1

2007
- Capocannoniere della Bundesliga: 1

2010-2011 (28 gol)
- Capocannoniere della Coppa di Germania: 2

2007-2008 (6gol), 2012-2013 (6 gol)
- Capocannoniere della Coppa Italia: 1

2014-2015 (4 gol, a pari merito con Antonio Di Natale)
- Capocannoniere della Süper Lig: 1

2015-2016 (26 gol)
- Capocannoniere dell'Europeo: 1

Polonia-Ucraina 2012 (3 gol, a pari merito con Mario Mandžukić, Mario Balotelli, Cristiano Ronaldo, Alan Dzagoev e Fernando Torres)